# Chinpokomon
A Chinpokomon (Chinpokomon) a South Park című animációs sorozat 42. része (a 3. évad 11. epizódja). Elsőként 1999. november 3-án sugározták az Egyesült Államokban.
A történet szerint a legújabb japán divatőrület az összes South Park-i gyereket a hatása alá vonja, ám az események mögött a japán kormány Amerika-ellenes tevékenysége áll.. Az epizód a Pokémont parodizálja ki, maga az elnevezés egy szójáték – a „Pokémon” és a „Chin Chin” szavakból áll össze, mely japánul férfi nemi szervet jelent.
2000-ben a Chinpokomont Emmy-díjra jelölték az egy óránál rövidebb animációs műsorok kategóriájában.

## Cselekmény
|  | Alább a cselekmény részletei következnek! |

Az epizód kezdetén Eric Cartman épp a legújabb japán rajzfilmőrületet, a Chinpokomont nézi, mely arra bátorítja a gyerekeket, hogy minél több Chinpokomonos terméket vetessenek a szüleikkel, a „Koronás Udvari Chinpoko-mester” cím elérése érdekében. Minden South Park-i gyerek a sorozat hatása alá kerül, kivéve Kyle Broflovski-t, akit eleinte nem nagyon izgat a dolog. Később a barátai nyomására mégis igyekszik lépést tartani a divattal és pénzt kér szüleitől, de bárhogy is igyekszik követni a trendet, mindig egy lépéssel lemarad. Eközben a fiúk úgy döntenek, részt vesznek a japán kormány által szervezett Chinpokomon táborban, amelynek a valódi célja az, hogy kimossa a gyerekek agyát és pilótákat képezzen belőlük, hogy aztán a segítségükkel lebombázhassák Pearl Harbort. Korábban egy játékbolti eladó felfedezte, hogy a játékok Amerika-ellenes jelszavakat hirdetnek és ezt szóvá is tette a készítőknél. Ám amint valaki rájön a japánok valódi indítékaira, azok önmagukat látszólag lealacsonyítva dicsérni kezdik az illetőt és közlik vele, hogy az amerikaiaknak milyen hatalmas péniszük van a japánokéhoz képest. Hiúságukat kihasználva ezzel a módszerrel az összes South Park-i férfit sikerül ártalmatlanítaniuk.
Mindeközben a szülők is megnézik a rajzfilm egyes epizódjait, és ostobaságnak találják, szerintük ez még rosszabb, mintha trágár vagy erőszakos műsorokat adnának a tévében. Mivel a gyerekek furán kezdenek el viselkedni, kitalálják, hogy más játékokat népszerűsítenek számukra (mint például az „őrületes bringagép” vagy a „Vidéki Man”), ez a kísérlet azonban kudarcot vall. A gyerekek az iskolában is japánul kezdenek beszélni, ezzel az őrületbe kergetve tanárukat, Mr. Garrisont. A szülők felfedezik a japánok igazi célját, de mint megtudják, Bill Clinton elnök nem hajlandó semmit sem tenni ez ügyben, mert ő is bedőlt a japánok elterelő trükkjének. Hirohito vezetésével a gyerekek már a kamikaze akcióra készülnek, de a szülők bevetik a fordított pszichológia fegyverét; hirtelen úgy tesznek, mintha ők is szeretnék a sorozatot, mert tudják, gyerekeik ki nem állhatják, ha a szüleik ugyanazt szeretik, mint ők. A trükk egyedül Kyle-nál nem válik be, de Stan Marshnak sikerül őt is meggyőznie.
Az epizód legvégén Kenny McCormick – aki korábban epilepsziás rohamot kapott és sokkos állapotba került – holtan esik össze és testéből patkányok törnek elő.